# Santa Lucía Miahuatlán
Santa Lucía Miahuatlán là một đô thị thuộc bang Oaxaca, México. Năm 2005, dân số của đô thị này là 3023 người.